# 안여경
안여경(安餘慶, 1538년~1592년)은 조선의 성리학자이다.

## 생애
1570년에 사마시에 합격하였으나 벼슬을 나가지 않고 고향에서 서당을 짓고 학문을 가르치며 정구(鄭逑), 박성(朴惺), 이경홍(李慶弘), 김우옹(金宇顒) 등과 교류했다.
1580년에 교우인 정구(鄭逑)가 창녕현감(昌寧縣監)으로 부임하여 학문을 진흥하고자 8채의 서당을 세워 물계서당(勿溪書堂)에서 성천복(成天福) 등과 함께 학문을 가르쳤으며, 김우옹(金宇顒)이 이조판서가 되어 그를 조정에 추천했으나 응하지 않고, 옥천산(玉川山)에 들어가서 옥천(玉川)이라는 호를 짓고는 후학 양성에 전념했다.
사후에 관산서원(冠山書院)의 별사(別祠)에 제향되었다.